# Пропорція
Пропо́рція (англ. proportion, нім. Proportion f) — поняття, що позначає співвідношення:
- частин цілого між собою. Відіграє основну роль у симетричних конструкціях, зокрема кристалів мінералів;
- рівність двох відношень;
- кількісні співвідношення між галузями, стадіями й елементами виробництва;
- у літературі, архітектурі та мистецтві — розмірне співвідношення частин твору; один з основних засобів композиції.
- співвідношення розмірів подібних відрізків або фігур, що утворюють архітектурну споруду.

## Дотичний термін
Пропорці́йний (англ. proportional, нім. proportional) — той, що має правильне співвідношення частин з цілим, перебуває в певному відношенні до будь-якої величини. Той, що ґрунтується на дотриманні пропорцій.
Наприклад, коефіцієнт пропорційності, пропорційний зразок, пропорційний регулятор, пропорційний лічильник, пропорційний циркуль тощо.
Пропорційні величини (математика) — величини, які залежать одна від одної таким чином, що збільшення або зменшення однієї з них викликає збільшення або зменшення іншої у стільки ж разів (відповідно пряма і обернена пропорційна залежність).